# Classique des Alpes 1992
La Classique des Alpes 1992, seconda edizione della corsa e valida come evento UCI categoria 1.1, si svolse il 23 maggio 1992. Fu vinta dal francese Gilles Delion.

## Ordine d'arrivo (Top 10)
| Pos. | Corridore            | Squadra   | Tempo |
| ---- | -------------------- | --------- | ----- |
| 1    | Gilles Delion        | Helvetia  |       |
| 2    | Luc Leblanc          | Castorama |       |
| 3    | Dante Rezze          | RMO       |       |
| 4    | Jean-Claude Leclercq | Helvetia  |       |
| 5    | Beat Zberg           | Helvetia  |       |
| 6    | Laurent Dufaux       | Helvetia  |       |
| 7    | Charly Mottet        | RMO       |       |
| 8    | Jim Van De Laer      | Tulip     |       |
| 9    | Thierry Claveyrolat  | Z         |       |
| 10   | Thierry Bourguignon  | Castorama |       |